# Mućukunda
Mućukunda (hindi: मुचुकुन्द) – postać z mitologii hinduskiej, król i wojownik. 
Został zrodzony w sposób nadnaturalny. Wyłonił się z lewego boku własnego ojca, który przez przypadek wypił eliksir płodności sporządzony dla żony. Brak żeńskiego pierwiastka przy powstaniu symbolizował jego niezwykłą męskość.

## Recepcja w pismach
- Po stoczonej na prośbę dew męczącej walce z asurami, król udał się na trwający eony odpoczynek w jednej z jaskiń. Na jego prośbę Indra obdarował go mocą spalenia wzrokiem każdej osoby, która przerwałaby mu sen[2].

- Podczas najazdu Jawanów na Mathurę został przez przypadek przebudzony przez króla najeźdźców podstępem zwabionego do jaskini przez rządzącego miastem Krysznę. Napastnik zginął, a Mućukunda, po rozmowie z Kryszną i zobaczeniu jak bardzo świat się zmienił od czasu jego panowania, uznał, że dalszej ascezie odda się ukryty gdzieś w najwyższych, niedostępnych górach[1].